# Corruption post-conflit
La corruption post-conflit est la corruption qui affecte des pays en période de reconstruction après une guerre, étrangère ou civile. Durant le conflit même, la corruption se développe considérablement. Pour signer des accords de paix, il a fallu faire des concessions généralement à d'anciens chefs de guerre corrompus, et leur garantir l'impunité. Ces dirigeants sans scrupules une fois intégrés dans le nouveau jeu politique font obstacle à l'établissement d'une justice impartiale qui menacerait leurs intérêts. Ils sapent ainsi les efforts en vue d'un redressement durable du pays. Les spécialistes des sociétés post-conflit soulignent la place centrale qu'il convient d'accorder à la lutte contre la corruption dans tout programme d'aide internationale, sous peine de compromettre la stabilité du pays difficilement conquise après la guerre.
La corruption dans une société d'après-guerre ressemble par de nombreux aspects à celle qui affecte les autres sociétés ; sa spécificité tient à son degré d'intensité plus élevé, à ses ramifications multiples qui renforcent son emprise. Elle prend des formes diverses : mauvaise gestion des services publics, détournement de fonds, favoritisme, népotisme, fraude, pots-de-vin, évasion fiscale ; elle trouve un terrain très favorable dans la privatisation des biens publics,.

## La corruption pendant le conflit

### Aggravation de la corruption
Les factions armées ont recours à la corruption et à des trafics divers pour asseoir leur pouvoir.
Les populations civiles n'ont souvent pas d'autre choix pour survivre en temps de guerre que de pratiquer elles aussi la corruption, ce qui tend à perpétuer le pouvoir des groupes armés et à entretenir le conflit. Ainsi par exemple au Cambodge, les Khmers rouges ont pu poursuivre la guerre en partie grâce à une activité économique illégale, l’exploitation du secteur du bois, qui a impliqué dans une large mesure les civils.

### Exceptions
Toutefois, certains conflits ne s'accompagnent pas d'une propagation de la corruption. Le Front de libération de l'Érythrée avait réussi à établir une éthique stricte en son sein et à juguler la corruption.  En Afghanistan, le régime taliban a fondé sa popularité au départ sur son combat contre la corruption des seigneurs de la guerre. Au Kosovo, la pratique généralisée de la fraude dans la période antérieure avait provoqué chez les citoyens et leurs élus une détermination marquée en vue de lutter contre la corruption.

## La corruption post-conflit

Carte du monde évaluant l'indice de perception de la corruption selon Transparency International en 2017. Un score haut (bleu) indique un degré de perception de corruption bas. Un score bas (rouge) indique un haut degré de perception de corruption.

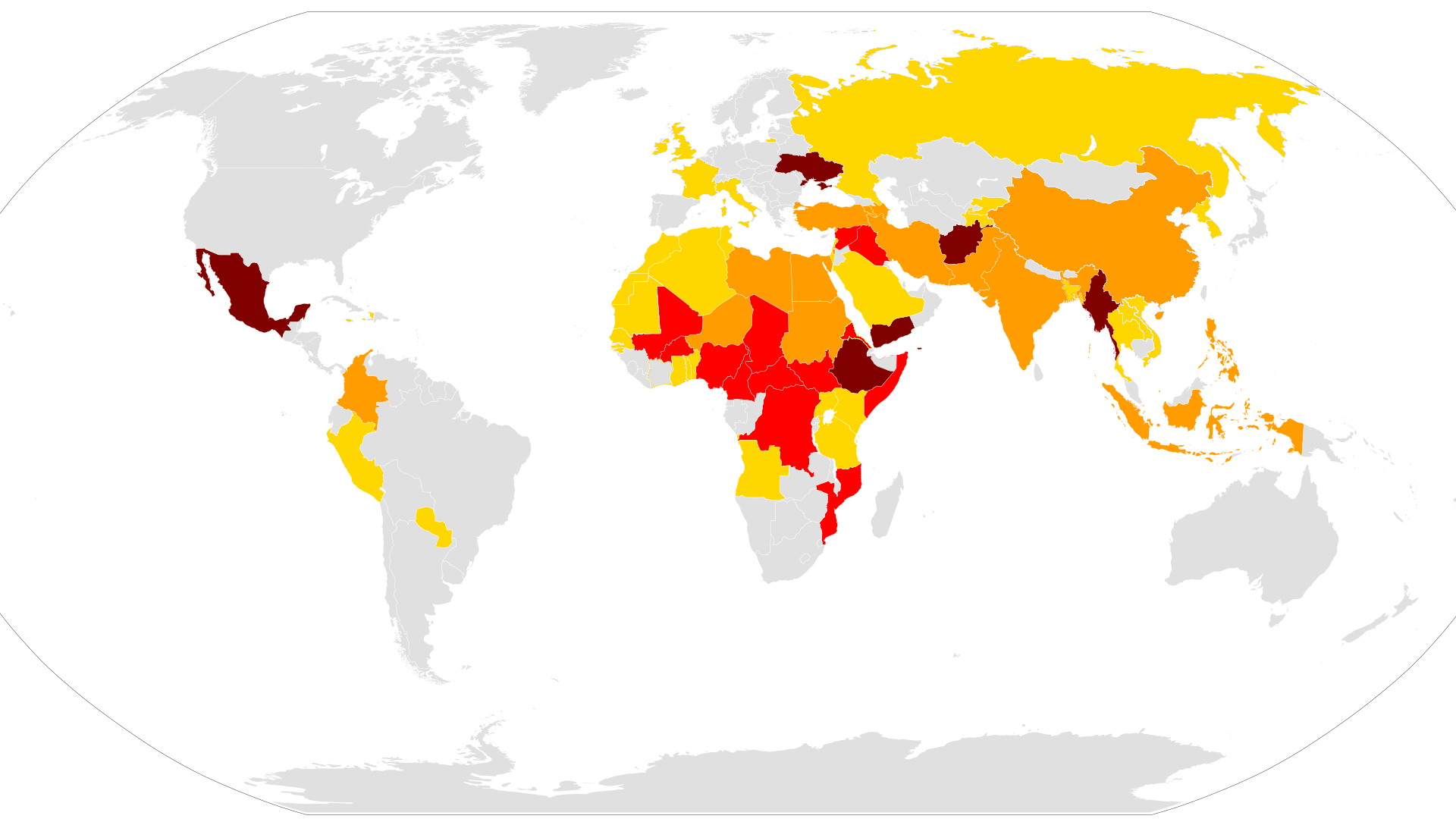
Guerres et conflits en cours en 2022 :
----
Guerres majeures, plus de 10000 morts par an
Guerres et conflits, entre 1000 morts par an
Conflits mineurs, entre 100 morts par an
Escarmouches et affrontements sporadiques, moins de 100 morts par an

- Guerres majeures, plus de 10 000 morts par an
- Guerres et conflits, entre 1 000 et 10 000 morts par an
- Conflits mineurs, entre 100 et 1 000 morts par an
- Escarmouches et affrontements sporadiques, moins de 100 morts par an

### Héritage du conflit
Après le conflit, les circuits financiers illicites mis en place dans la période de la guerre se perpétuent. De plus, les destructions et les catastrophes humanitaires créent une situation d'urgence qui conduit des acteurs locaux bien intentionnés à solliciter des réseaux semi-mafieux pour secourir les populations sinistrées. En effet si l'aide internationale existe, le délai pour sa mise en place effective peut atteindre plusieurs mois, jusqu'à deux ans. 

### Afflux de fonds d'aide
Une aide importante contribue au redressement politique d'un pays, mais il arrive aussi qu'elle crée de nouveaux circuits de corruption. Selon Jonas Lindberg, spécialiste de géographie du développement, en Bosnie-Herzégovine, au Kosovo, au Cambodge, la corruption n'a pas été réduite du fait d'une forte présence internationale, « elle est même, dans une certaine mesure, alimentée par des acteurs internationaux, ou par des initiatives visant à résister à des acteurs internationaux».
Un autre effet secondaire indésirable est l'affaiblissement du lien politique entre les élus et les électeurs qu'entraîne l'afflux massif de fonds d'aide. Comme le montant de l'aide étrangère est beaucoup plus élevé que l'argent recueilli des impôts, les citoyens locaux perdent leur pouvoir d'influence sur les hommes politiques qui les gouvernent, lesquels cherchent à satisfaire les bailleurs de fonds étrangers, plutôt que la population locale.

### Cas du secteur de la construction
Le secteur de la construction est propice aux pratiques de corruption, indépendamment même des situations post-conflit. La plupart du temps, toutefois, ce secteur est moins touché que d'autres par la corruption post-conflit, en raison de la surveillance qu'exercent les bailleurs de fonds internationaux, soucieux du bon usage de l'argent qu'ils ont investi dans la reconstruction d'un pays dévasté par la guerre. Toutefois, les risques sont tout à fait réels, et des formes singulières de corruption se manifestent dans ce secteur.
D'une part, le pays donateur favorise ses propres sociétés de construction, qui vont « aider » un pays étranger à se construire, et occuper par la même occasion un nouveau marché. D'autre part, les relations entre le pays donateur et les acteurs locaux sont entachées de trafics d'influence. Enfin, le retour de la paix libère de nouveaux terrains situés auparavant dans des zones de combat, ce qui entraîne une forte spéculation foncière, et aggrave la corruption.
Dans tous ces cas, les besoins des populations sont sacrifiés sur l'autel du profit. Les habitants déplacés durant le conflit et qui tentent de récupérer leur bien sont particulièrement exposés lors des reconstructions d'après-guerre. De manière plus générale, les grands projets n'apparaissent pas toujours comme pertinents aux yeux des citadins qui vivent dans les lieux reconstruits.
Il arrive cependant que la voix des populations soit prise en compte. Au Sierra Leone, il a été possible de mettre en place une surveillance de la reconstruction impliquant plusieurs groupes, et non pas seulement le groupe des bailleurs de fonds internationaux. La «Commission nationale pour l’action sociale en Sierra Leone», qui fait intervenir des forums consultatifs, des comités techniques, des comités locaux, a ainsi inclus les habitants dans le processus de rénovation urbaine.

## Causes de la corruption post-conflit
La transition politique et économique se déroule dans un contexte de fragilité des institutions et, parfois, de fort clivage partisan. Selon le spécialiste de géographie humaine Jonas Lindberg, «l'impartialité est particulièrement difficile à atteindre dans les sociétés touchées par un conflit en raison de clivages sociaux enracinés, d'un climat de peur, et du pouvoir ininterrompu d'acteurs dénués de tout scrupules, parfois armés».

### Accords de paix précaires
Les « réconciliations nationales » conduisent souvent à des coalitions de partis qui étaient ennemis durant la guerre. Chacun de ces partis s'approprie alors un « domaine réservé » ; il exclut tout contrôle du parti adverse sur ses activités dans les territoires qu'il domine, sous peine de reprendre le combat, ce qui a pour conséquence un niveau de corruption très élevé. Ce fut le cas notamment au Cambodge, à la suite des élections de 1992 ; se sont alors partagés le pouvoir le Premier ministre vainqueur et l'ancien Premier ministre qui refusait de reconnaître sa défaite, chaque camp cultivant la corruption en son sein, à l'abri des regards extérieurs.

### Institutions fragilisées
L'affaiblissement des institutions après un conflit favorise la corruption. 
Les tribunaux n'ont pas la possibilité d'être indépendants et impartiaux,. Les organismes de lutte contre la corruption manquent de moyens et tombent sous la tutelle de partis corrompus. Les lanceurs d'alerte sont victimes de manœuvres d'intimidation, ou soudoyés, ou assassinés.

## Conséquences de la corruption

### Effet positif escompté
La tentation est grande de s'accommoder de la corruption dans une situation post-conflit, et de considérer qu'elle est le prix à payer pour restaurer la paix,. La corruption permet d'acheter les factions les plus menaçantes, qui pourraient reprendre les armes. Ainsi par exemple en Bosnie-Herzégovine, la stabilisation de la situation sécuritaire a imposé de sacrifier la bonne gouvernance, et de laisser le pouvoir entre les mains de dirigeants corrompus. Toutefois il s'agit là d'une mesure à court terme, dont les inconvénients peuvent être lourds voire catastrophiques.

### Effet négatif sur le renouvellement politique

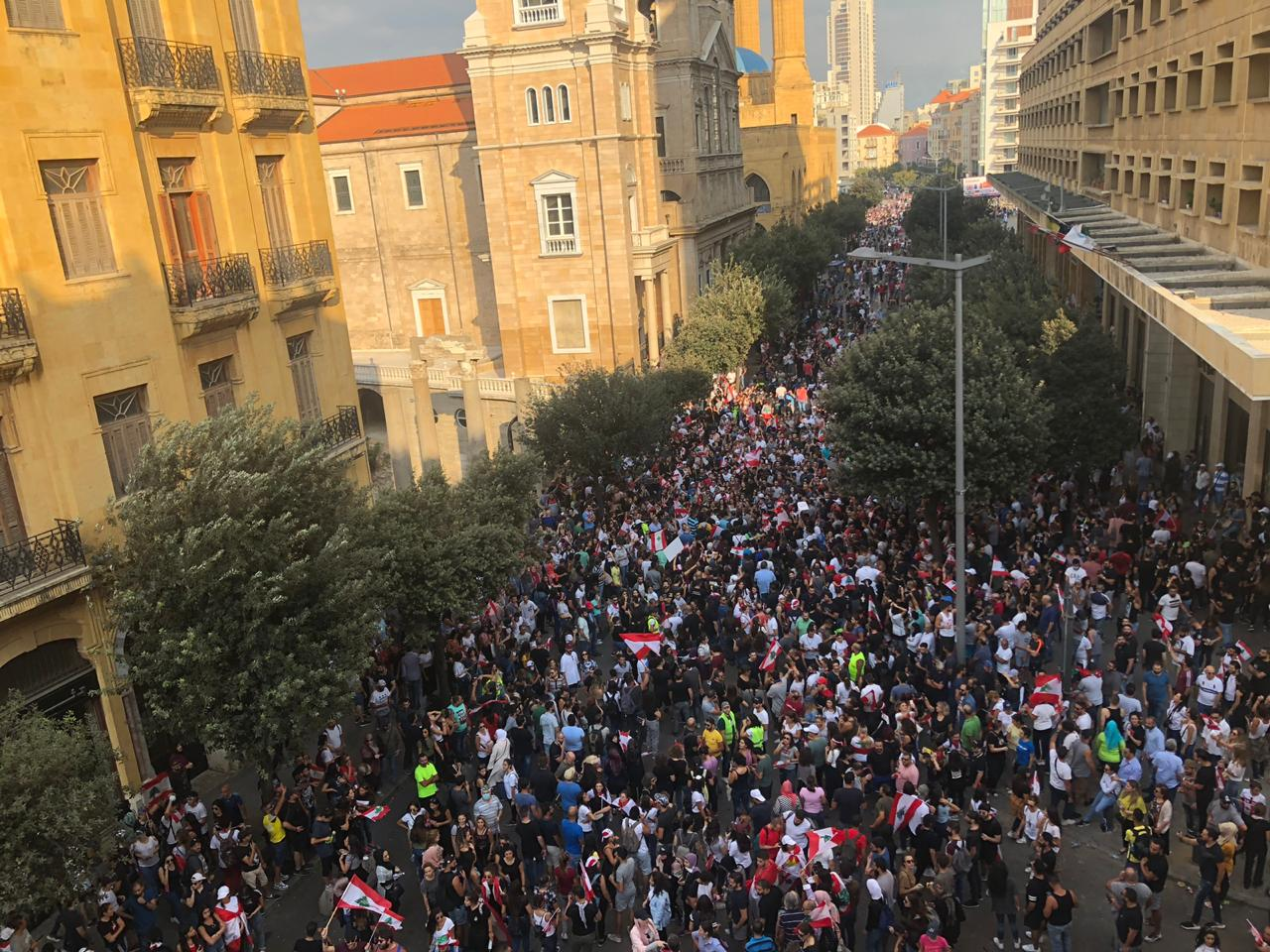
Manifestations de 2019-2020 au Liban, dirigées en partie contre la corruption et la mauvaise gestion des services publics

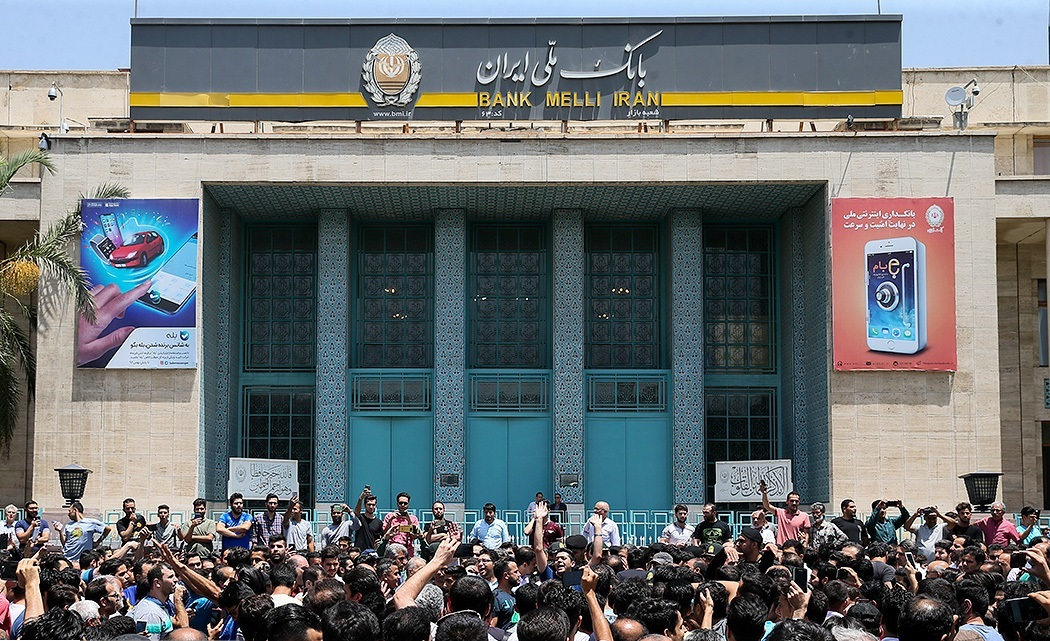
Manifestations de 2017 et 2018 en Iran, dirigées en partie en partie contre la corruption et la vie chère ; ici devant une banque

Acheter des factions pour éviter qu'elles ne replongent le pays dans l'instabilité entretient une culture de l'impunité, dommageable à long terme.
De plus, fermer les yeux sur leurs activités illégales et leur verser des subsides favorise leur intégration dans le tissu social et économique du pays.
En définitive, le maintien de la corruption en temps de paix renforce la domination de groupes criminels qui sévissaient en temps de guerre. Il empêche l'émergence de nouveaux groupes susceptibles de proposer une offre politique alternative. Selon Philippe Le Billon, « dans les cas extrêmes, les bailleurs de fonds peuvent finir par traiter avec des criminels de guerre comme interlocuteurs officiels » ; « la corruption peut avoir comme conséquence politique l’enracinement d’un pouvoir déséquilibré ou d’un statu quo hérité du conflit ».

### Effet négatif sur la reprise économique
L'effet négatif le plus évident du maintien de la corruption est le tarissement de l'aide internationale : le risque extrêmement élevé d'un détournement de l'aide à la reconstruction conduit les bailleurs de fonds à se retirer. Il en est allé ainsi par exemple en Angola, à la suite de plusieurs rapports qui évoquaient une «corruption à grande échelle» dans ce pays,.

### Effet négatif sur la réconciliation
Pour les citoyens d'un pays en situation post-conflit, la corruption qui sévit autour d'eux leur inspire un sentiment de découragement ;  selon Jonas Lindberg, spécialiste de géographie du développement, la position de faiblesse dans laquelle les citoyens sont placés «influence leur manière de comprendre la société et de participer à la réconciliation».
La corruption post-conflit, le clientélisme, peuvent exacerber les rivalités entre les groupes qui se faisaient la guerre, parce qu'ils alimentent des discours d'accusation dirigés contre « l'autre corrompu ; de ce fait, ils font obstacle à la réconciliation. Au Cambodge, la corruption attise le sentiment d'inégalité entre classes sociales. Au Sri Lanka, au Nigéria, la corruption aggrave la concurrence ethnique, certaines communautés ayant le sentiment d'être marginalisées par d'autres ; toutefois, une partie des Nigérians accusent de corruption aussi leur propre communauté. 
En Ouganda, la critique de la corruption est presque fédératrice : elle est commune à une grande partie des citoyens, et les rassemble par-delà les divisions.

## Remèdes proposés
Des solutions ont été suggérées, mais elles sont souvent difficiles à mettre en application en raison de la faible marge de manœuvre politique disponible dans une situation post-conflit. Le système judiciaire joue un rôle crucial dans la réduction de la corruption ; comme il a été laminé durant la guerre, sa restauration nécessite souvent une intervention de la communauté internationale. 

### Association de l'aide et de la lutte contre la corruption
Les spécialistes des sociétés post-conflit soulignent la place centrale qu'il convient d'accorder à la lutte contre la corruption dans tout programme d'aide, sous peine de compromettre la stabilité du pays difficilement conquise après la guerre. Or souvent la lutte contre la corruption n'est pas la priorité des donateurs internationaux. Plusieurs pays où le redressement après la guerre est grevé par la corruption avaient bénéficié de programmes d'aide dans lesquels la lutte contre la corruption avait été reléguée au second plan, en particulier le Mozambique, la Bosnie-Herzégovine, le Timor oriental, l'Afghanistan, le Kosovo, la Palestine et le Liban. 
Les causes de ce relatif désintérêt porté à la lutte contre la corruption sont multiples. D'une part, les donateurs internationaux craignent, en dénonçant les gouvernements locaux, d'être empêchés d'intervenir, et de livrer à elles-mêmes, sans aide internationale, des populations fragilisées par la guerre. D'autre part, ils sont parfois impliqués eux-mêmes dans la corruption,. Enfin, les donateurs étrangers modulent leur aide à la reconstruction en fonction de leurs intérêts géostratégiques propres,. La plus grande part de l'aide accordée par les États-Unis a été destinée à des gouvernements corrompus ; ainsi par exemple il leur a été reproché de perpétuer par leur soutien la corruption de leurs alliés en Afghanistan, les «seigneurs de la guerre».

### Sensibilisation du public

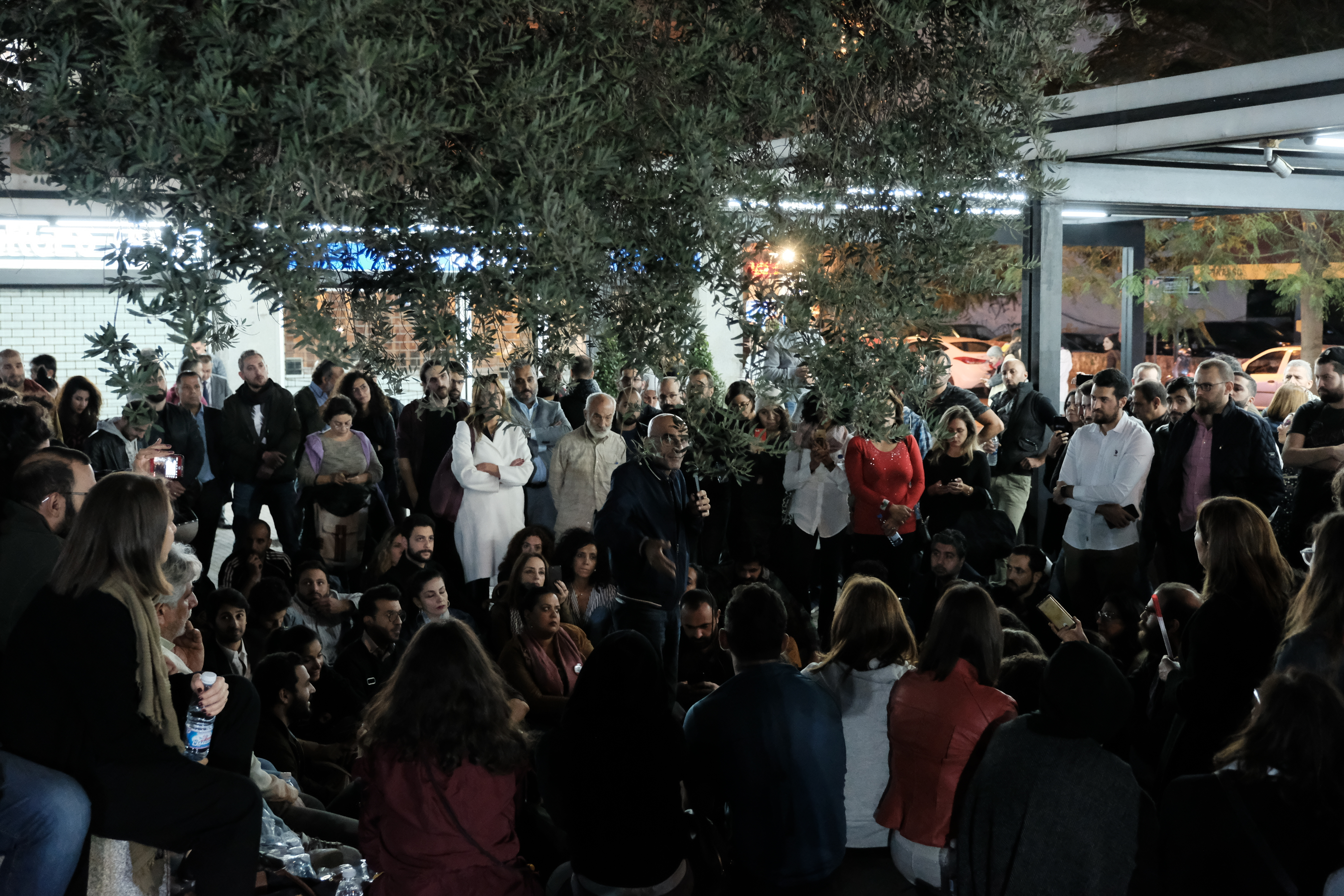
Le journaliste d'investigation Mohammad Zbeeb donne une conférence sur ses reportages sur la corruption dans le secteur public, au moment des manifestations de 2019-2020 au Liban (Beyrouth, 28 novembre 2019)

Des spécialistes mettent l'accent sur l'importance du soutien que les citoyens apportent à la lutte contre la corruption. Des campagnes de sensibilisation au problème de la corruption permettent d'aller à l'encontre de la résignation de la majorité face à des agissements coupables, et à l'encontre de la connivence de certains groupes qui bénéficient des retombées de la corruption.
L'amélioration la formation des journalistes constitue une piste pour favoriser les enquêtes sur le crime organisé,  la délinquance en col blanc, et leur couverture médiatique.

### Réforme de la fonction publique
Une réforme souhaitable est la dépolitisation de l'administration, assez bien réussie en Bosnie-Herzégovine et au Rwanda ; le critère de recrutement devrait être le mérite professionnel, non l'appartenance à un parti.
Les fonctionnaires sont d'autant plus faciles à corrompre que leurs salaires sont inadéquats ; une piste proposée est donc d'élever leur niveau de rémunération.

### Renforcement du cadre juridique
La législation doit criminaliser la corruption, établir des règles pour le financement des partis politiques et pour les pratiques des entreprises.
Idéalement ces questions doivent être abordées au moment de l'accord de paix, en particulier le problème du financement des partis politiques, parce qu'après, il est trop tard, le pillage des ressources de l'État commence en général dès la prise de fonctions d'un gouvernement.

Aide au développement de tous les donateurs pour les infrastructures, par bénéficiaire, en 2017, OWID
- Destinataires de l'aide humanitaire de l'Union européenne en 2022
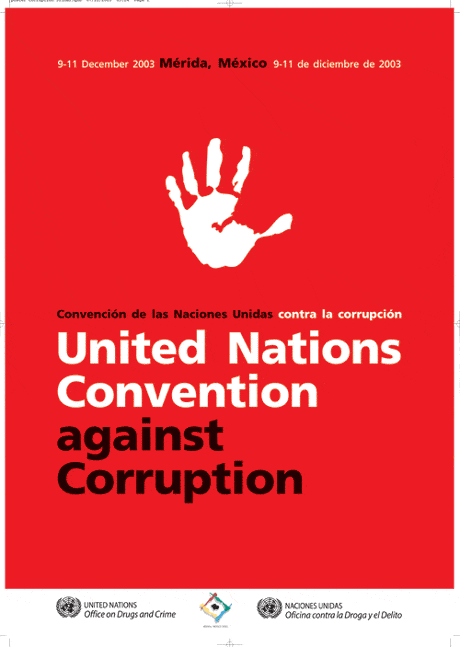
Convention des Nations unies contre la corruption